# Павлович, Ратко
Ратко «Чичко» Павлович (серб. Ратко "Ћићко" Павловић; 1 марта 1913, Берилье — 26 апреля 1943, Стрезимировцы) — югославский поэт, участник Гражданской войны в Испании и Народно-освободительной войны Югославии. Народный герой Югославии.

## Биография
Родился 1 марта 1913 года в селе Бериле близ Прокупле. Родом из семьи крестьян. Учился в школах Прокупле, Белграда и Лесковаца, окончил юридический факультет Белградского университета. В 1933 году был принят в Союз коммунистов Югославии. Издал в Лесковаце свою первую книгу «Оковы и без оков» (серб. Окови и без окова). Преподавал в Народном университете, читая там лекции; писал свои произведения на социальную и политическую тематику в газете «Глас» (серб. Голос) в Лесковаце.
В 1935 году Ратко поступил на экономический факультет Пражского университета как стипендиат Пражского банка. там был избран председателем Общества югославских студентов, насчитывавшего около 200 человек, а также занял должность секретаря одной из двух партийных организаций югославских студентов.
Несколько месяцев в течение Всемирного молодёжного конгресса в Женеве (сентябрь 1936 года) Павлович вместе с Велько Влаховичем работали над составлением брошюры «Все за мир — мир за всех» (серб. Сви за мир — мир за све). Ратко был одним из организаторов студенческого движения в поддержку испанских республиканцев. Из Праги он направился в Испанию, где воевал в составе Димитровского батальона.
13 февраля 1937 в бою не реке Мараме был ранен. После выздоровления направился в офицерскую школу в Розо-Рубио при Альбацете, где получил должность политрука словенской группы слушателей, а затем и политрука школы. Служил в 129-й интернациональной бригаде. В Испании написал стихотворение «Друзьям из Андалузии и Астурии» (серб. Друговима из Андалузије и Астурије), опубликованное в 1938 году в книге «Кровь и жизнь за свободу» (серб. Крв и живот за слободу) в Барселоне (Издательство Федерального союза испанских студентов).
После победы фалангистов Ратко был депортирован во французскую тюрьму Сан-Сиприен, затем в тюрьму Гирс. Вернулся на Родину в 1940 году, возглавив революционное движение. В конце года был призван в армию Югославии, отслужив там и приняв участие в войне с Германией. Не признал капитуляцию Югославии и ушёл в антифашистское подполье в Топлице, войдя в добровольческий отряд партизан и возглавив его 3 августа 1941. Являлся членом командных составов Пасьяцо-Ябланицкого (заместитель командира), 1-го Южноморавского (начальник штаба) и 2-го Южноморавского отрядов (командир).
Павлович внёс свой вклад в организацию, консолидацию и успешное управление народно-освободительным движением в Южной Сербии. Своё военное искусство, которое Ратко совершенствовал в годы войны в Испании, повлияло на его бойцов. Он участвовал во многих боях, в том числе за освобождение Прокупле и Блаца, а также шахты Леце в Ябланице. В боях с чётниками с 12 по 14 октября 1941 на горе Пасьяча он одержал крупную победу.
В 1942 году, когда немецко-хорватские войска сосредоточили крупные силы в южном направлении, чтобы уничтожить основные партизанские силы, именно большой боевой опыт Павловича помог его войскам избежать разгрома и уклониться от разрушительной атаки. Как опытный оратор и агитатор, Ратко умело призывал всё больше и больше солдат в свои отряды, уверяя их в скорой победе.
Пал в бою 26 апреля 1943 в боях с болгарскими войсками, командуя 2-м Южноморавским партизанским отрядом в деревне Стрезимировцы. Указом Председательства Антифашистского вече народного освобождения Югославии от 9 октября 1945 награждён Орденом Народного героя Югославии, а решением Президиума Верховного Совета СССР был награждён и Орденом Отечественной войны I степени.
В его честь была названа деревня Ратково в общине Оджаци. Там же возведён памятный бюст, на котором написаны строки из его письма матери, которое он писал в Альбицете.

Гордись, матушка, тем, что кровь, которую я пролил, не была пролита зря. Она насытит землю, из которой вырастет новый мир.
Оригинальный текст (серб.)Буди поносна мајко јер крв коју сам пролио, није проливена узалуд. Она ће натопити земљу из које ће нићи нови свет